# Pool (Band)
Pool ist eine deutsche Band aus Hamburg, die Indie-Pop mit englischen Texten spielt.

## Geschichte
Pool besteht aus Daniel Husten (Schlagzeug), David Stoltzenberg (Bass, Gesang) und Nils Hansen (Gitarre, Gesang). Die drei kennen sich seit der gemeinsamen Schulzeit und beschlossen im Alter von 13 Jahren, eine Band zu gründen.
Beim Hamburger Plattenlabel 2DIY4 veröffentlichten Pool im Januar 2012 ihre erste EP Game Over, die auch einen Remix des Titelsongs von Solomun enthält. Im Mai 2012 wurden sie mit dem Hamburger Musikerpreis Krach & Getöse ausgezeichnet. Die zweite EP Flex erschien im Februar 2013. Danach erhielten sie einen Plattenvertrag bei Rykodisc und veröffentlichten dort im April 2015 ihr Debütalbum Snacks & Supplies. Als erste Single wurde das Lied State of Mind ausgekoppelt.
2013/2014 spielte Pool als Tour Support der britischen Band The 1975, zuvor war die Band auch mit Digitalism unterwegs. Im September 2013 trat Pool beim Berlin Festival auf. Ihr Lied Harm wurde von den Veranstaltern zur offiziellen Festival-Hymne erklärt und im Werbetrailer des Festivals verwendet. Pool spielte auch bei vielen anderen Events, darunter das Fusion Festival 2012 und South by Southwest 2013. Im April 2014 wurde Pool in The Guardian als „New Band of the Week“ vorgestellt und mit der britischen Band Hard-Fi verglichen.
Die beiden im Jahr 2016 erschienenen Songs, "Forever Like That" und "Holding on to Summer" und die dazugehörigen Musikvideos wurden über das Hamburger Plattenlabel XP1 Records veröffentlicht.

## Diskografie
- 2012: Game Over (EP, 2DIY4)
- 2013: Flex (EP, 2DIY4)
- 2015: Snacks & Supplies (Album, Rykodisc)
- 2016: Forever Like That (Single, XP1 Records)
- 2016: Holding on to Summer (Single, XP1 Records)
- 2018: Moving On (Single, Pool/NEUBAU Music)
- 2019: Take Me Out (Single, Pool/NEUBAU Music)
- 2019: All Because of You (Single, Pool/NEUBAU Music)
- 2019: Still on the Run (Single, Pool/NEUBAU Music)
- 2020: 20 Something (Single, Pool/NEUBAU Music)
- 2021: Your Moment – Hugo Hamlet x Pool (Single, Fries Boom Barrier Records)
- 2021: Everything Is Not Yet Lost (Single, Humming Records)
- 2022: Cool (Album, Humming Records)